# Lokogba
Lokogba è un arrondissement del Benin situato nella città di Lalo (dipartimento di Kouffo) con 14.806 abitanti (dato 2006).